# Sale el Sol
Sale el Sol är ett studioalbum av den colombianska sångaren Shakira. Det gavs ut den 15 oktober 2010 och innehåller 15 låtar.

## Låtlista
| Nr  | Titel                            | Längd |
| --- | -------------------------------- | ----- |
| 1.  | Sale el Sol                      | 3:20  |
| 2.  | Loca                             | 3:03  |
| 3.  | Antes de las Seis                | 2:54  |
| 4.  | Gordita                          | 3:24  |
| 5.  | Addicted to You                  | 2:27  |
| 6.  | Lo Que Más                       | 2:26  |
| 7.  | Mariposas                        | 3:47  |
| 8.  | Rabiosa                          | 2:50  |
| 9.  | Devoción                         | 3:29  |
| 10. | Islands                          | 2:42  |
| 11. | Tu Boca                          | 3:25  |
| 12. | Waka Waka (Esto Es Africa)       | 3:04  |
| 13. | Loca                             | 3:13  |
| 14. | Rabiosa                          | 2:50  |
| 15. | Waka Waka (This Time for Africa) | 3:03  |

"Rabiosa" framförs med El Cata (spår 8) och Pitbull (spår 14). "Loca" framförs med El Cata (spår 2) och Dizzee Rascal (spår 13). Både den engelska (spår 15) och spanska (spår 12) versionen av "Waka Waka" är remixer.

## Listplaceringar
| Lista               | Topplacering |
| ------------------- | ------------ |
| Belgien (Flandern)  | 8            |
| Belgien (Vallonien) | 1            |
| Frankrike           | 1            |
| Grekland            | 2            |
| Italien             | 1            |
| Mexiko              | 1            |
| Portugal            | 1            |
| Schweiz             | 2            |
| Schweiz (Romandie)  | 1            |
| Spanien             | 1            |
| Sverige             | 19           |
| Österrike           | 3            |